# Judith Sargentini
Judith Sargentini (Amsterdam, 13 maart 1974) is een Nederlandse politica namens GroenLinks (GL). Van medio 2009 tot medio 2019 was zij lid van het Europees Parlement. Daarvoor was zij fractievoorzitter van GroenLinks in de gemeenteraad van Amsterdam (2006-2009). Sinds oktober 2024 is zij wethouder in Gouda. 

## Levensloop
Sargentini komt uit een "politiek zeer bewust" gezin. Op haar zevende liep ze mee in de grote demonstratie tegen kernwapens. Tussen 1986 en 1992 bezocht ze het gymnasium op het Spinozalyceum. Daarna studeerde ze geschiedenis aan de Universiteit van Amsterdam. Sinds 1990 was Sargentini politiek actief, eerst in de PSJG, de jongerenorganisatie van de Pacifistisch Socialistische Partij, en later binnen DWARS, de GroenLinkse Jongerenorganisatie. Tijdens haar studietijd was zij ook actief in de (internationale) studentenbeweging. Ze was secretaris van de Landelijke Studentenvakbond tussen 1995-1996 en vervolgens bestuurslid van de Europese studentenfederatie ESIB (in 1998).
In 2002 werd Sargentini verkozen in de gemeenteraad van Amsterdam. Daarvoor was zij tussen 1999 en 2002 duo-raadslid. Sinds april 2006 was Sargentini fractievoorzitter. Zij zat onder andere in de commissies werk en inkomen, jeugdbeleid en openbare orde.
Naast haar raadslidmaatschap was Sargentini werkzaam binnen niet-gouvernementele organisaties op het gebied van internationale samenwerking, in het bijzonder ontwikkelingssamenwerking. Tussen 2000 en 2001 werkte ze als internationaal coördinator van het European Network for Information an Action in Southern Africa. Vervolgens werkte ze als internationaal campagnecoördinator van Fatal Transactions, een publiekscampagne over diamanten als financieringsbron van oorlogen. Tussen 2003 en 2007 was ze lobbyiste bij het Nederlands instituut voor Zuidelijk Afrika (NiZA). Sinds 2007 werkte zij als consultant bij de Europese alliantie van ontwikkelingssamenwerkingsorganisaties Eurostep.

### Europese politiek

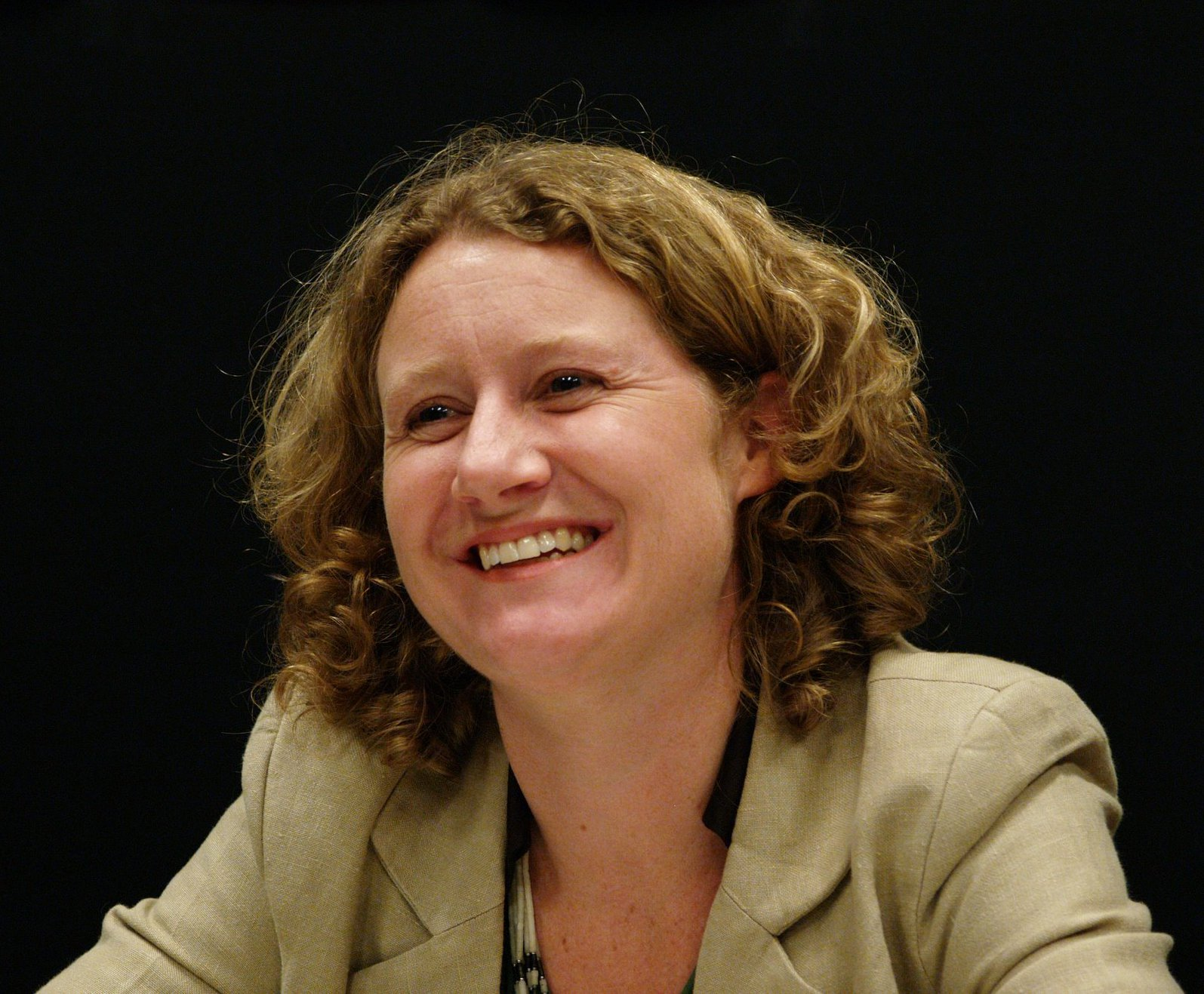
Judith Sargentini in 2009.

Sargentini was een van vijf kandidaten voor het lijsttrekkerschap van GroenLinks bij de Europese Parlementsverkiezingen 2009, de andere kandidaten waren senator Tineke Strik, oud-Europees Parlementslid Alexander de Roo, milieukundige Bas Eickhout en fractiemedewerker Niels van den Berge. Als kandidaat-lijsttrekker profileerde zij zich met name op ontwikkelingssamenwerking, migratie, emancipatie en klimaatverandering. Op 8 februari 2009 werd bekend dat ze verkozen was tot lijsttrekker. Ze behaalde uiteindelijk, na vijf telronden, 52,4% van de stemmen. Zij bleef tot 4 juni lid van de gemeenteraad. Op 7 maart 2009 werd de rest van de lijst opgesteld door het GroenLinks-partijcongres. Bij de verkiezing haalde de partij 3 zetels, waarvan 1 restzetel. De partij won 1.5% van de stemmen in vergelijking met de Europese Parlementsverkiezingen 2004. Sargentini is lid van de commissie Burgerlijke Vrijheden, Justitie en Binnenlandse Zaken en plaatsvervanger voor de commissie Ontwikkelingssamenwerking.
Voor haar werk voor eerlijke handel heeft Sargentini een aantal prijzen gekregen: Sargentini kreeg in 2010 de prijs "Engel van het jaar" van PerspectieF voor haar inzet voor eerlijke handel. en de "EU Fair Politician of Year 2013" van de Foundation Max van der Stoel. Op 10 januari 2013 heeft Sargentini vanwege persoonlijke redenen haar leiderschap van de Europese GroenLinks-delegatie overgedragen aan Bas Eickhout.
Sargentini schreef als rapporteur mee aan Europese wetgeving om fraude en witwassen aan te pakken. Daarin werd een register van uiteindelijk belanghebbenden opgenomen. Daarnaast werkte ze aan de aanpak van handel in conflictmineralen. In 2014 leidde Sargentini de EU-waarnemingsmissie bij de verkiezingen in Mozambique.
Vanaf 2017 deed Sargentini onderzoek naar de vraag of de Hongaarse regering de democratie en rechtsstaat in het land heeft ondermijnd. Ze concludeerde dat de Hongaarse rechtsstaat in hoog tempo is verslechterd door het beleid van de Hongaarse regering en dat president Viktor Orbán normen en waarden van de Europese Unie aan de kant schuift. Naar aanleiding van het rapport van Sargentini stemde het Europees Parlement op 12 september 2018 voor een strafprocedure (artikel 7) tegen Hongarije. In 2019 verliet Sargentini de Europese politiek. 

### Wethouder Gouda
Na haar afscheid van de Europese politiek bekleedde Sargentini diverse functies, waaronder die van adjunct-directeur bij Artsen zonder Grenzen (Nederland). In oktober 2024 werd Sargentini voorgedragen als wethouder in Gouda, nadat haar voorganger moest aftreden wegens problemen rond het realiseren van een ecopark. 

## Persoonlijk
Judith Sargentini woont in Amsterdam. Zij is vegetariër.